# Jesús (Lauricocha)
Jesús ist die Hauptstadt der peruanischen Provinz Lauricocha in der  Region Huánuco. Beim Zensus 2017 wurden 1489 Einwohner gezählt. 10 Jahre zuvor lag die Einwohnerzahl noch bei 1566.

## Lage
Der Ort liegt am Río Lauricocha auf einer Höhe von 3486 Metern. Man erreicht ihn entweder von der Panamericana aus Richtung Norden von Lima über La Union, Huánuco Pampa, Rondos und Jivia oder über die Nationalstraße von La Oroya, Huánuco, Huancapayac, Yarumayo und Margos. Die Cordillera Huayhuash liegt etwa 50 km im Südwesten.

## Infrastruktur
In der Stadt gibt es ein Hotel und eine Agentur der Banco de la Nación.

## Tourismus
Jésus ist Ausgangspunkt zum Marañón und damit zum Lauricocha - See.